# 王之麟 (明朝)
王之麟（1535年10月4日—1600年8月14日），字汝貞，號雲峰，直隶苏州府常熟县人，出生于无锡县，明朝官员。万历丁丑进士，历官刑部郎中、江西抚州府、广信府知府等职，万历二十八年（1600年）卒于山东督粮参政任上。

## 生平
王之麟生於嘉靖十四年九月初八（1535年10月4日），萬曆五年（1577年）丁丑科進士。授刑部主事，不久升为郎中。出知江西抚州府、广信府，推行了很多有惠百姓的善政。又升为湖广按察司佥事，山东督粮参政。在山东任上遇到大灾荒，上疏请求赈灾，救活了许多百姓。万历二十八年七月初六（1600年8月14日）病卒于任所。

## 墓葬
王之麟墓在今辛庄镇旺倪桥村，俗稱「王家坟」，1950年代平整土地時平毀。2018发现石马、墓志铭等遺物。

## 家族
王之麟祖籍湖广常德府武陵县，洪武年间，其先祖迁居直隶苏州府常熟县，曾祖王允學，祖父王寶。到父亲王万龄一辈，因为娶了无锡人朱氏为妻，又客居无锡。
夫人萧氏，侧室张氏。有四子王宇熙、王宇醇、王宇新、王宇春，都是生员。